# Transports guidés urbains automatiques
 (juillet 2020).
Si vous disposez d'ouvrages ou d'articles de référence ou si vous connaissez des sites web de qualité traitant du thème abordé ici, merci de compléter l'article en donnant les références utiles à sa vérifiabilité et en les liant à la section « Notes et références ».

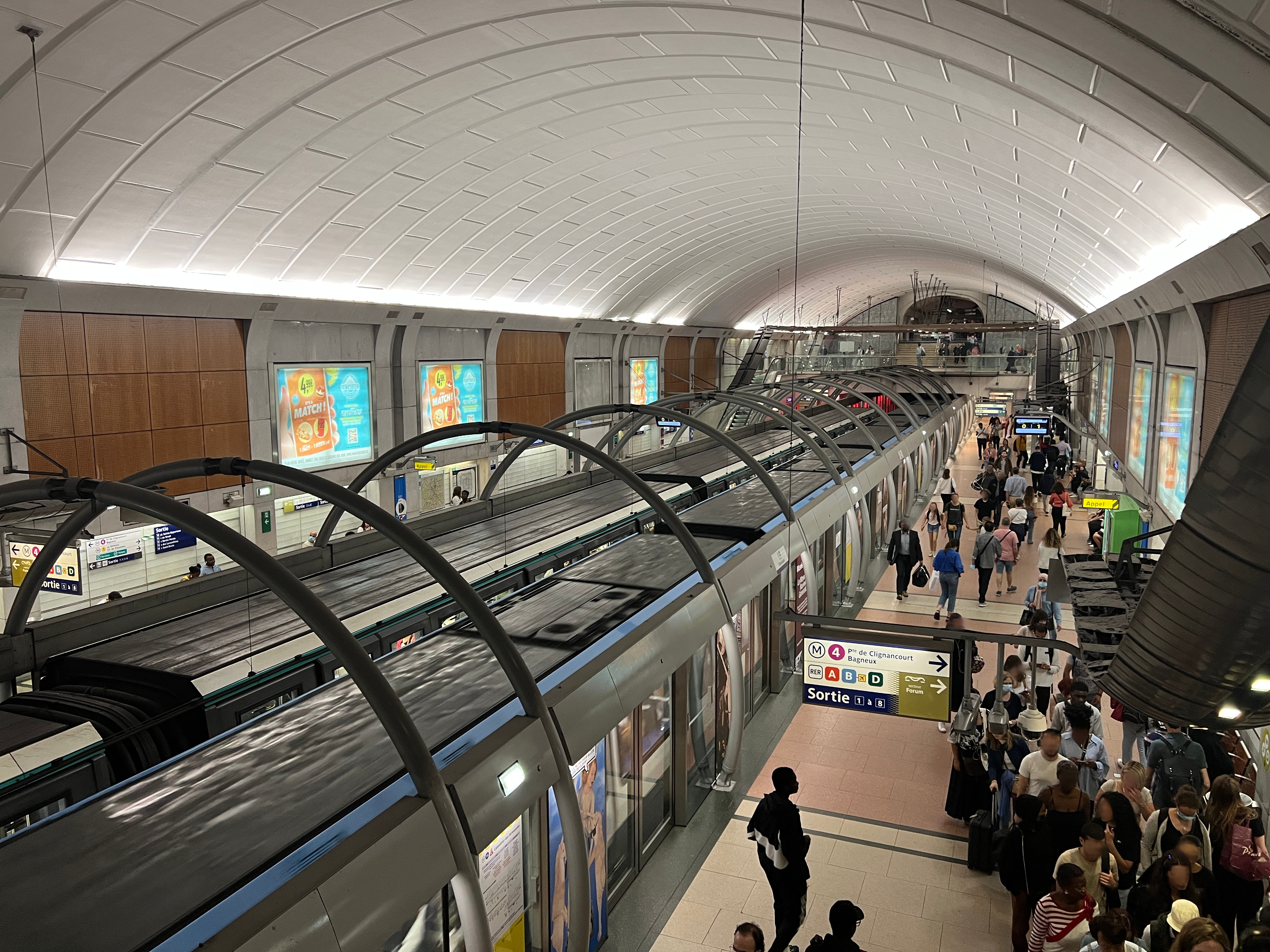
Ligne 14 du métro de Paris, premier métro intégralement automatique de grande capacité.

Les transports guidés urbains automatiques sont des transports urbains de type guidé (tramway, métro, trains) dont le fonctionnement est, en tout ou en partie, automatisé.

## Niveaux d'automatisation
On distingue cinq niveaux d'automatisation (ou GoA, Grade of Automation en anglais), :

### Niveau 0: exploitation en conduite à vue
En exploitation en conduite à vue, le système ne prend en charge aucune fonction fondamentale. Il gère toutefois la commande et le contrôle des aiguillages.
Comparable à l'exploitation d'un tramway en ville.

### Niveau 1: exploitation non automatisée des trains
En exploitation non automatisée des trains, le système ne gère que le positionnement des trains en garantissant :
- la sécurité des itinéraires ;
- la séparation des trains ;
- le respect des règles de circulations (feux de signalisation, limitations de vitesse) par le conducteur

### Niveau 2: exploitation semi-automatisée des trains
En exploitation semi-automatisée des trains, le système gère la vitesse des trains en contrôlant les freinages et accélérations.
Le conducteur est toujours présent. Il gère l'ouverture et la fermeture des portes, le démarrage de la station, et peut reprendre la main en cas de nécessité. Cela lui permet notamment de gérer les urgences (par exemple, personnes ou objets sur les voies) mais aussi les situations anormales, comme les diversions de trafic, les travaux, et les raccourcissements de ligne.
Sur le métro parisien, depuis l'accident du 30 août 2000 sur la ligne 12, la RATP impose à ses conducteurs de faire au moins un tour complet en conduite manuelle à chaque service « pour qu'ils ne perdent pas la main ».

### Niveau 3: exploitation des trains sans conducteur
En exploitation des trains sans conducteur, le système surveille la voie en surveillant et prévenant la collision des trains avec des obstacles ou des personnes. Un opérateur est présent dans le train, mais il n'a pas nécessairement de formation de conducteur.

### Niveau 4: exploitation sans personnel à bord des trains
En exploitation sans personnel à bord des trains, le système surveille les échanges voyageurs et gère l'injection et le retrait des trains de l'exploitation. Le statut de chaque train est surveillé en permanence par le système.
La gestion des incidents, le diagnostic des trains en cas de panne, la détection de fumée ou de feu, les déraillements et les situations d’urgence sont surveillées par le personnel exploitant à partir des informations fournies par le système dans le poste de commande centralisé.

### Tableau récapitulatif des niveaux d'automatisation
| Niveau d'automatisation | Opération du train           | Description | Exemples |
| ----------------------- | ---------------------------- | --- | --- |
| Niveau 0 (GoA 0)        | À vue                        | Aucune automatisation, le système ne gère que les aiguillages Le conducteur gère tout le reste | Ligne de tramway |
| Niveau 1 (GoA 1)        | Manuelle                     | Le conducteur gère la conduite du train, l'arrêt en station, l'ouverture et la fermeture des portes Le système gère le routage et l'espacement entre les trains | Lignes 3 bis, 7 bis et 10 du métro de Paris La ligne C du métro de Lyon                                                     |
| Niveau 2 (GoA 2)        | Semi automatique             | Le conducteur gère l'ouverture et la fermeture des portes, et le départ de la station. Il peut conduire le train si nécessaire dans un mode qui peut être dégradé, et gère les situations inhabituelles Le système gère l'accélération, le freinage, et l'arrêt en station | La plupart des lignes du métro parisien (2-3, 5-9, 11-13) La ligne A du métro de Lyon Le métro de Marseille                 |
| Niveau 3 (GoA 3)        | Sans conducteur (driverless) | Un opérateur peut gérer l'ouverture et la fermeture des portes Le système gère tout le reste | Docklands Light Railway à Londres                                                                                           |
| Niveau 4 (GoA 4)        | Conduite non supervisée      | Le système gère toute l'opération du train. Il n'y a pas de personnel à bord des trains, mais un poste de commande centralisé | Les lignes 1, 4 et 14 du métro parisien. Les lignes B et D du métro de Lyon. Les systèmes VAL et Neoval. Le REM à Montréal. |

## Technologies

### Grecque
Une grecque, ou tapis de pilotage automatique, est un appareillage dans la voie ferroviaire utilisé pour automatiser la vitesse des trains. Les vitesses analogiques sont inscrites via un champ magnétique dans le tapis qui est lu par un capteur monté sur les trains.

### Communication based train control
La gestion des trains basée sur la communication, Communication based train control, en anglais, est une technologie qui permet d'automatiser l'exploitation d'un système de transport en se basant sur la communication continue des trains avec un ordinateur chargé de la gestion du trafic.
Cette technologie peut être employée lors de la construction d'un nouveau système de transport ou bien pour automatiser un système existant.